# 人生を成功させる7つの秘訣
『人生を成功させる7つの秘訣』（じんせいをせいこうさせるななつのひけつ、The 7 Habits of Highly Effective People）は、スティーブン・R・コヴィーによって書かれ日本では1990年に出版された自己啓発書。原著の初版は1989年。

## 概要
44言語に翻訳され全世界で2000万部以上を売り上げたベストセラー。日本語訳は現在絶版となっているが、インターネットで中古商品が出品されており、入手が極めて困難ということはない。
1996年に『7つの習慣』と題する同じ原著の日本語訳が出版され、日本国内で130万部を売り上げ人気を博したが、『7つの秘訣』の方は絶版になったということもあり、それほど広まることはなかった。翻訳文の文体は、『7つの習慣』に比べ、より意訳に近く、日本語らしい文章になっている。翻訳された部分は『7つの習慣』と比べ多くの部分が省略されている。しかし、逆に『7つの習慣』で略され『7つの秘訣』の方のみで訳されている部分も少なからずある。

## 内容

### 第一部　普遍的な摂理
- 第一章　内面から変わる
- 第二章　七つの秘訣

### 第二部　真の自立のために
- 第三章　第一の秘訣　前向きな姿勢--できるところから変えていく
- 第四章　第二の秘訣　自己変革への設計--最終目標を念頭において生きる
- 第五章　第三の秘訣　確実な自己管理--スケジュール管理は自己管理

### 第三部　相互依存をめざして
- 第六章　自立から相互依存へ
- 第七章　第四の秘訣　相互依存のために--自分も勝つ、相手も勝つ
- 第八章　第五の秘訣　相互理解の地平線--まず、わかろうとする
- 第九章　第六の秘訣　シナジーを発揮する--ちがいをバネに飛躍する

### 第四部　自己再生のプログラム
- 第十章　第七の秘訣　毎日刃を研ぐ--バランスのとれた自己再生のために
- 第十一章　ふたたび、内面から変わる

## 書誌情報
- スティーヴン・コーヴィー『人生を成功させる7つの秘訣』日下公人・土屋京子訳、講談社、1990年9月。ISBN 4-06-204983-X。